# Rachel Dawes
Rachel Dawes é uma personagem criada em 2005 para ser o interesse amoroso do Batman na série de filmes do personagem iniciada com Batman Begins. Ela foi retratada no filme por Katie Holmes, com Emma Lockhart como uma versão mais jovem do personagem nas primeiras cenas. Holmes também dublou o personagem na adaptação do videogame. Maggie Gyllenhaal substituiu Holmes na sequência de 2008, "The Dark Knight (O Cavaleiro das Trevas)", depois que Holmes escolheu não reprisar o papel.
Nos filmes, a personagem é uma advogada da promotoria de Gotham City.
Rachel morre nesta continuação em decorrência de uma bomba armada pelo Coringa enquanto ela e Harvey Dent (com quem tem um caso amoroso) estão na mesma situação amarrados a uma cadeira mas em locais diferentes. Batman salva Dent, mas Rachel tem seu destino trágico.